# Gilles Garnier
Gilles Garnier (morto em 18 de janeiro de 1574) foi um assassino em série francês, canibal, e eremita condenado por cometer Licantropia e ter assassinado pelo menos quatro crianças. As vezes referido como "O Eremita de St. Bonnot", ou também referido como "O Lobisomem de Dole".